# Das Geheimnis im Wald
Das Geheimnis im Wald ist ein deutscher Fernsehfilm von Peter Keglevic aus dem Jahr 2008, der im Auftrag des ZDF produziert wurde. Die Hauptrollen sind mit Pierre Besson, Christoph Waltz, Sophie von Kessel und Thomas Sarbacher besetzt.

## Handlung
Die 14-jährige Clara Tomrad verschwindet auf dem Weg zur Schule und wird von ihren Eltern als vermisst gemeldet. Die Polizei nimmt sofort ihre Ermittlungen auf. In einer alten Schule wird unter Leitung von Frank Breitner eine Soko eingerichtet und Kriminalhauptkommissar Steffen Gellhagen vom LKA Hannover hinzugeholt. Gellhagen kommt nach Jahren wieder in seine Heimat im Harz zurück und übernimmt den Fall auf Breitners Wunsch hin. Allerdings ist Gellhagen persönlich befangen, da er mit Claras Mutter, Susanne Tomrad, eine Affäre hatte. Doch da der bereits festgenommene Verdächtige, Hans Kortmann, nur mit Gellhagen sprechen will, sieht Breitner darüber hinweg. Kortmann ist ein ehemaliger Lehrer, der die letzten 15 Jahre eine Gefängnisstrafe wegen Mordes an einer 15-jährigen Schülerin verbüßte. Er bestreitet die Tat und da seinerzeit auch Gellhagen gegen ihn ermittelt hatte, hält er nur ihn für fähig, die Zusammenhänge zu erkennen. Schon beim ersten Gespräch wird klar, dass Kortmann mit Gellhagen noch eine Rechnung offen hat, da er ihm vorwirft seinerzeit nicht gründlich genug ermittelt zu haben. Gellhagen spürt genau die Abneigung des Verdächtigen gegen ihn, lässt sich davon aber nicht weiter beeindrucken. Auch Kortmanns erneute Unschuldbeteuerung den alten Mord betreffend, ignoriert er zunächst.
Für die Ermittlungen bekommt Gellhagen die Kommissaranwärterin Jule Brandenburg an die Seite gestellt. Ihr gegenüber berichtet er kurz von den Vorgängen vor 16 Jahren, als man die Leiche von Kortmanns Schülerin in dessen Garten gefunden hatte. Er hält es für einen Fehler ihn nun im aktuellen Fall festgenommen zu haben. Seiner Meinung nach hätte man Kortmann observieren sollen, weil er die Polizei dann sehr wahrscheinlich zu Claras Versteck geführt hätte. Da jetzt außer Mutmaßungen nichts gegen Kortmann vorliegt, muss er sogar wieder freigelassen werden. Claras Vater ist entsetzt und hat nun doppelt Grund, auf Gellhagen wütend zu sein. Der lässt sich aber davon nicht beeindrucken und versucht strategisch einen Ermittlungsansatz zu finden. Die Art und Weise wie Kortmann mit ihm im Verhör geredet hatte, lässt ihn davon ausgehen, dass dieser mehr weiß, als er preisgibt. Nach seinen Recherchen hatte Kortmann während seiner Inhaftierung engen Kontakt mit dem Albaner Altin Simonic. Dieser arbeitete nach seiner Entlassung in der Brauerei von Claras Eltern und ist genau seit ihrem Verschwinden nicht mehr zur Arbeit gekommen. Gellhagen konzentriert sich mehr und mehr auf diese Spur. Mit großem personellen Aufwand wird die Gegend um Claras Heimatort abgesucht. Ebenso sind Vorbereitungen getroffen, falls der Entführer bei den Tomrads anruft und Lösegeld fordert. Die Suche nach Simonic ist beendet, als dessen Leiche am Ufer eines Stausees gefunden wird. Zwei Einschüsse im Genick deuten auf eine Hinrichtung hin. Später findet sich die Erklärung in illegalen Geschäften, in die er verstrickt war.
Bei der Suche nach Simonic wurde auch Kortmanns Auto im Wald entdeckt. Da Claras Jacke im Kofferraum gefunden wird, ist die Polizei davon überzeugt, dass Kortmann das Mädchen in seiner Gewalt hat. Doch er gesteht nichts und gibt sich verstockt wie am Anfang. Claras Familie empfindet das alles als Zumutung und zweifelt an der Kompetenz Gellhagens, der noch keinerlei Erfolge bei der Suche nach dem Mädchen vorzuweisen hat. Doch Gellhagen lässt sich nicht aus der Ruhe bringen und ermittelt nach seinen Vorstellungen. So hält er es durchaus für möglich, dass Clara gar nicht entführt wurde, sondern nur weggelaufen sein könnte. Die Reaktion von Claras bester Freundin auf deren Verschwinden, die für ihn zu gelassen wirkte, hält er für ein Indiz dafür. Zudem hatte er in Erfahrung gebracht, dass Clara auf ein Internat geschickt werden sollte, was nach Aussage der Freundin absolut nicht in Claras Sinn war.
Kortmann erklärt nach wie vor unschuldig zu sein und er will Rache für das Fehlurteil gegen ihn. Nach weiteren Verhören, bei denen Kortmann immer nur vage Andeutungen macht, ist sich Gellhagen sicher, dass es Kortmann gar nicht um Clara geht, sondern um ihren Vater, Markus Tomrad. Diese Vermutung bestärkt sich, als die Polizei im Wald ein Video findet, dass offensichtlich Kortmann extra so platziert hatte, dass es gefunden wird. Das Videoband zeigt Sequenzen der Schülerin, die er ermordet haben soll und Markus Tomrad. Am Ende des Bandes fordert er Tomrad auf den Mord an der Schülerin zu gestehen, ansonsten würde er Clara nie wieder sehen. Gellhagen spricht daraufhin mit Tomrad, der ihm gegenüber tatsächlich den Mord an dem Mädchen gesteht. Kurz darauf erschießt sich Claras Vater. Währenddessen spitzt sich auch die Lage in der alten Schule zu. Breitner nutzt Gellhagens Abwesenheit, um Kortmann auf seine Weise zu verhören. Zuerst schlägt er ihn, um ihn zu einem Geständnis zu bewegen. Als er damit keinen Erfolg hat, entzieht er ihm sein Asthmaspray, das er gerade jetzt unter dieser Stresssituation benötigt. Unter dieser Todesangst bricht er sein Schweigen und erklärt, dass er Clara zum Flughafen nach Hannover gefahren hätte. Sie wollte zu ihrem Freund nach Griechenland und er hätte sie darin bestärkt, diesen Schritt zu wagen und dies gleichzeitig für seinen Plan auszunutzen rehabilitiert zu werden. Leider überlebt Kortmann das Martyrium nicht. Als Gellhagen zurückkommt, fordert er von Breitner Rechenschaft, überlässt ihn dann aber seinem Schicksal und verabschiedet sich mit den Worten: „Ich hoffe Dein Sohn erfährt nie, wie korrupt sein Vater ist“.

## Hintergrund
Das Geheimnis im Wald wurde unter dem Arbeitstitel Unter Druck vom 18. April 2007 bis zum 18. Mai 2007 an Schauplätzen in Berlin und in Wernigerode gedreht. Für den Film zeichnete die Cinecentrum Berlin Film- und Fernsehproduktion GmbH verantwortlich.

## Rezeption

### Einschaltquote
Die Erstausstrahlung von Das Geheimnis im Wald am 22. September 2008 wurde in Deutschland von 5,03 Millionen Zuschauern gesehen und erreichte einen Marktanteil von 15,9 Prozent für das ZDF.

### Kritiken
Tilmann P. Gangloff von Tittelbach.tv schrieb: „Der Film, ein stiller Thriller, ist ein reizvolles Katz-und-Maus-Spiel zwischen dem Verdächtigen und dem ermittelnden Kommissar, besitzt aber auch einige Schwächen.“ „Viele Bilder sind ausgesprochen gelungen (Kamera: Alexander Fischerkoesen). Andererseits gibt es Momente, in denen ausgerechnet der routinierte Keglevic allzu plump inszeniert.“ Darstellerisch ragt Waltz in dem Film ganz besonders heraus. Er „spielt diesen Kortmann mit sichtlichem Vergnügen; allein die Süffisanz, mit der er die Figur versieht, lässt ihn darstellerisch aus dem Ensemble herausragen, auch wenn Pierre Besson recht gut mithält.“
Die Online-Plattform Kino.de urteilte: „Christoph Waltz bürstet die Rolle des undurchsichtigen Tatverdächtigen überzeugend gegen den Strich. Auch die anderen Schauspieler – neben den genannten u. a. Sophie von Kessel – sind gut und die Bilder von Kameramann Alexander Fischerkoesen haben die richtige Mischung aus bedrohlich und idyllisch. Und trotzdem läuft dieser Film nicht ganz rund. Das liegt auch daran, dass die Figur des verschwundenen Mädchens ungenügend eingeführt wird und einen ihr Verbleib daher kalt lässt und im weiteren Verlauf manches nicht plausibel ist.“
Bei der Quotenmeter.de wertete Philipp Stendebach: „Der Film ist aus der unwissenden Sicht der Ermittelnden inszeniert, was sich als starker Pluspunkt herausstellt. So gibt der Regisseur dem Zuschauer die Möglichkeit, die Vermutungen der Polizisten zu verwerfen oder selbst Theorien aufzustellen.“ „Der straff gespannte Spannungsbogen hat zur Folge, dass dauernd eine subtile Spannung zu spüren ist. Sie schwirrt sozusagen im Unterbewusstsein immer mit.“ „Der […] Film ist durchweg zu empfehlen, da er hochspannend ist und durch seine zum Teil unkonventionelle Bildsprache besticht.“
Für die Kritiker der Fernsehzeitschrift TV Spielfilm war Das Geheimnis im Wald ein „stark gespieltes Nervenduell im finstren Forst“. Sie fanden, der Regisseur lege sichtlich mehr Wert auf hochkarätige Bilder und gute Darsteller als auf Plausibilität. Trotzdem sei ihm ein fesselndes Thrillerdrama auf gehobenem „Tatort“-Niveau gelungen. Sie bewerteten den Film mit der bestmöglichen Wertung, dem Daumen nach oben.